# Locustella davidi
El zarzalero de David (Locustella davidi) es una especie de ave paseriforme de la familia Locustellidae propia del este de Asia.

## Distribución y hábitat
El zarzalero de David es un pájaro migratorio que cría en el sureste de Siberia, el noreste de China y Corea del Norte y pasa el invierno en las montañas del sureste asiático.